# Adriaan de Groot
Adrianus Dingeman de Groot, communément appelé Adriaan de Groot, né à Santpoort-Zuid le 26 octobre 1914 et mort à Schiermonnikoog le 14 août 2006, est un psychologue et un joueur d'échecs néerlandais.

## Force aux échecs
A. D. de Groot a représenté les Pays-Bas aux olympiades d'échecs de 
1936 à Munich (non officielles), de 1937 à Stockholm et de 1939 à Buenos Aires. Il fut aussi le vainqueur du tournoi d’échecs de Leeuwarden en 1942.

## Contributions en psychologie cognitive
A. D. de Groot a été l’auteur en 1946 d’une étude remarquée  sur les mécanismes de réflexion des joueurs d’échecs. L’objectif de ses recherches était d’arriver à une description généralisée de la structure et de la dynamique des processus de pensée.
Dans la foulée du Tournoi AVRO de 1938, de Groot a en effet obtenu que la plupart des participants à ce tournoi — les Grands maîtres Paul Keres, Alexandre Alekhine, Salo Flohr, Reuben Fine et Max Euwe — exposent oralement leurs réflexions sur des positions issues de parties réelles. De Groot a également soumis ces positions à d'autres joueurs de niveaux différents : les Maîtres Lodewijk Prins, Nicolaas Cortlever, Samuel Landau et Theo van Scheltinga, les championnes des Pays-Bas Catharina Roodzant et Fenny Heemskerk, ainsi que cinq joueurs avertis de première catégorie et cinq joueurs expérimentés de catégorie inférieure.
|   | a | b | c | d | e | f | g | h |   |
| 8 | Tour noire sur case blanche c8 · Tour noire sur case noire f8 · Roi noir sur case blanche g8 · Pion noir sur case noire a7 · Pion noir sur case blanche b7 · Fou noir sur case noire e7 · Pion noir sur case blanche f7 · Pion noir sur case blanche h7 · Dame noire sur case noire b6 · Fou noir sur case blanche c6 · Pion noir sur case blanche e6 · Cavalier noir sur case noire f6 · Pion noir sur case blanche g6 · Cavalier noir sur case blanche d5 · Cavalier blanc sur case noire e5 · Fou blanc sur case noire g5 · Pion blanc sur case noire d4 · Pion blanc sur case noire a3 · Cavalier blanc sur case noire c3 · Dame blanche sur case blanche d3 · Fou blanc sur case blanche a2 · Pion blanc sur case noire b2 · Pion blanc sur case noire f2 · Pion blanc sur case blanche g2 · Pion blanc sur case noire h2 · Tour blanche sur case noire c1 · Tour blanche sur case blanche f1 · Roi blanc sur case noire g1 | Tour noire sur case blanche c8 · Tour noire sur case noire f8 · Roi noir sur case blanche g8 · Pion noir sur case noire a7 · Pion noir sur case blanche b7 · Fou noir sur case noire e7 · Pion noir sur case blanche f7 · Pion noir sur case blanche h7 · Dame noire sur case noire b6 · Fou noir sur case blanche c6 · Pion noir sur case blanche e6 · Cavalier noir sur case noire f6 · Pion noir sur case blanche g6 · Cavalier noir sur case blanche d5 · Cavalier blanc sur case noire e5 · Fou blanc sur case noire g5 · Pion blanc sur case noire d4 · Pion blanc sur case noire a3 · Cavalier blanc sur case noire c3 · Dame blanche sur case blanche d3 · Fou blanc sur case blanche a2 · Pion blanc sur case noire b2 · Pion blanc sur case noire f2 · Pion blanc sur case blanche g2 · Pion blanc sur case noire h2 · Tour blanche sur case noire c1 · Tour blanche sur case blanche f1 · Roi blanc sur case noire g1 | Tour noire sur case blanche c8 · Tour noire sur case noire f8 · Roi noir sur case blanche g8 · Pion noir sur case noire a7 · Pion noir sur case blanche b7 · Fou noir sur case noire e7 · Pion noir sur case blanche f7 · Pion noir sur case blanche h7 · Dame noire sur case noire b6 · Fou noir sur case blanche c6 · Pion noir sur case blanche e6 · Cavalier noir sur case noire f6 · Pion noir sur case blanche g6 · Cavalier noir sur case blanche d5 · Cavalier blanc sur case noire e5 · Fou blanc sur case noire g5 · Pion blanc sur case noire d4 · Pion blanc sur case noire a3 · Cavalier blanc sur case noire c3 · Dame blanche sur case blanche d3 · Fou blanc sur case blanche a2 · Pion blanc sur case noire b2 · Pion blanc sur case noire f2 · Pion blanc sur case blanche g2 · Pion blanc sur case noire h2 · Tour blanche sur case noire c1 · Tour blanche sur case blanche f1 · Roi blanc sur case noire g1 | Tour noire sur case blanche c8 · Tour noire sur case noire f8 · Roi noir sur case blanche g8 · Pion noir sur case noire a7 · Pion noir sur case blanche b7 · Fou noir sur case noire e7 · Pion noir sur case blanche f7 · Pion noir sur case blanche h7 · Dame noire sur case noire b6 · Fou noir sur case blanche c6 · Pion noir sur case blanche e6 · Cavalier noir sur case noire f6 · Pion noir sur case blanche g6 · Cavalier noir sur case blanche d5 · Cavalier blanc sur case noire e5 · Fou blanc sur case noire g5 · Pion blanc sur case noire d4 · Pion blanc sur case noire a3 · Cavalier blanc sur case noire c3 · Dame blanche sur case blanche d3 · Fou blanc sur case blanche a2 · Pion blanc sur case noire b2 · Pion blanc sur case noire f2 · Pion blanc sur case blanche g2 · Pion blanc sur case noire h2 · Tour blanche sur case noire c1 · Tour blanche sur case blanche f1 · Roi blanc sur case noire g1 | Tour noire sur case blanche c8 · Tour noire sur case noire f8 · Roi noir sur case blanche g8 · Pion noir sur case noire a7 · Pion noir sur case blanche b7 · Fou noir sur case noire e7 · Pion noir sur case blanche f7 · Pion noir sur case blanche h7 · Dame noire sur case noire b6 · Fou noir sur case blanche c6 · Pion noir sur case blanche e6 · Cavalier noir sur case noire f6 · Pion noir sur case blanche g6 · Cavalier noir sur case blanche d5 · Cavalier blanc sur case noire e5 · Fou blanc sur case noire g5 · Pion blanc sur case noire d4 · Pion blanc sur case noire a3 · Cavalier blanc sur case noire c3 · Dame blanche sur case blanche d3 · Fou blanc sur case blanche a2 · Pion blanc sur case noire b2 · Pion blanc sur case noire f2 · Pion blanc sur case blanche g2 · Pion blanc sur case noire h2 · Tour blanche sur case noire c1 · Tour blanche sur case blanche f1 · Roi blanc sur case noire g1 | Tour noire sur case blanche c8 · Tour noire sur case noire f8 · Roi noir sur case blanche g8 · Pion noir sur case noire a7 · Pion noir sur case blanche b7 · Fou noir sur case noire e7 · Pion noir sur case blanche f7 · Pion noir sur case blanche h7 · Dame noire sur case noire b6 · Fou noir sur case blanche c6 · Pion noir sur case blanche e6 · Cavalier noir sur case noire f6 · Pion noir sur case blanche g6 · Cavalier noir sur case blanche d5 · Cavalier blanc sur case noire e5 · Fou blanc sur case noire g5 · Pion blanc sur case noire d4 · Pion blanc sur case noire a3 · Cavalier blanc sur case noire c3 · Dame blanche sur case blanche d3 · Fou blanc sur case blanche a2 · Pion blanc sur case noire b2 · Pion blanc sur case noire f2 · Pion blanc sur case blanche g2 · Pion blanc sur case noire h2 · Tour blanche sur case noire c1 · Tour blanche sur case blanche f1 · Roi blanc sur case noire g1 | Tour noire sur case blanche c8 · Tour noire sur case noire f8 · Roi noir sur case blanche g8 · Pion noir sur case noire a7 · Pion noir sur case blanche b7 · Fou noir sur case noire e7 · Pion noir sur case blanche f7 · Pion noir sur case blanche h7 · Dame noire sur case noire b6 · Fou noir sur case blanche c6 · Pion noir sur case blanche e6 · Cavalier noir sur case noire f6 · Pion noir sur case blanche g6 · Cavalier noir sur case blanche d5 · Cavalier blanc sur case noire e5 · Fou blanc sur case noire g5 · Pion blanc sur case noire d4 · Pion blanc sur case noire a3 · Cavalier blanc sur case noire c3 · Dame blanche sur case blanche d3 · Fou blanc sur case blanche a2 · Pion blanc sur case noire b2 · Pion blanc sur case noire f2 · Pion blanc sur case blanche g2 · Pion blanc sur case noire h2 · Tour blanche sur case noire c1 · Tour blanche sur case blanche f1 · Roi blanc sur case noire g1 | Tour noire sur case blanche c8 · Tour noire sur case noire f8 · Roi noir sur case blanche g8 · Pion noir sur case noire a7 · Pion noir sur case blanche b7 · Fou noir sur case noire e7 · Pion noir sur case blanche f7 · Pion noir sur case blanche h7 · Dame noire sur case noire b6 · Fou noir sur case blanche c6 · Pion noir sur case blanche e6 · Cavalier noir sur case noire f6 · Pion noir sur case blanche g6 · Cavalier noir sur case blanche d5 · Cavalier blanc sur case noire e5 · Fou blanc sur case noire g5 · Pion blanc sur case noire d4 · Pion blanc sur case noire a3 · Cavalier blanc sur case noire c3 · Dame blanche sur case blanche d3 · Fou blanc sur case blanche a2 · Pion blanc sur case noire b2 · Pion blanc sur case noire f2 · Pion blanc sur case blanche g2 · Pion blanc sur case noire h2 · Tour blanche sur case noire c1 · Tour blanche sur case blanche f1 · Roi blanc sur case noire g1 | 8 |
| 7 | Tour noire sur case blanche c8 · Tour noire sur case noire f8 · Roi noir sur case blanche g8 · Pion noir sur case noire a7 · Pion noir sur case blanche b7 · Fou noir sur case noire e7 · Pion noir sur case blanche f7 · Pion noir sur case blanche h7 · Dame noire sur case noire b6 · Fou noir sur case blanche c6 · Pion noir sur case blanche e6 · Cavalier noir sur case noire f6 · Pion noir sur case blanche g6 · Cavalier noir sur case blanche d5 · Cavalier blanc sur case noire e5 · Fou blanc sur case noire g5 · Pion blanc sur case noire d4 · Pion blanc sur case noire a3 · Cavalier blanc sur case noire c3 · Dame blanche sur case blanche d3 · Fou blanc sur case blanche a2 · Pion blanc sur case noire b2 · Pion blanc sur case noire f2 · Pion blanc sur case blanche g2 · Pion blanc sur case noire h2 · Tour blanche sur case noire c1 · Tour blanche sur case blanche f1 · Roi blanc sur case noire g1 | Tour noire sur case blanche c8 · Tour noire sur case noire f8 · Roi noir sur case blanche g8 · Pion noir sur case noire a7 · Pion noir sur case blanche b7 · Fou noir sur case noire e7 · Pion noir sur case blanche f7 · Pion noir sur case blanche h7 · Dame noire sur case noire b6 · Fou noir sur case blanche c6 · Pion noir sur case blanche e6 · Cavalier noir sur case noire f6 · Pion noir sur case blanche g6 · Cavalier noir sur case blanche d5 · Cavalier blanc sur case noire e5 · Fou blanc sur case noire g5 · Pion blanc sur case noire d4 · Pion blanc sur case noire a3 · Cavalier blanc sur case noire c3 · Dame blanche sur case blanche d3 · Fou blanc sur case blanche a2 · Pion blanc sur case noire b2 · Pion blanc sur case noire f2 · Pion blanc sur case blanche g2 · Pion blanc sur case noire h2 · Tour blanche sur case noire c1 · Tour blanche sur case blanche f1 · Roi blanc sur case noire g1 | Tour noire sur case blanche c8 · Tour noire sur case noire f8 · Roi noir sur case blanche g8 · Pion noir sur case noire a7 · Pion noir sur case blanche b7 · Fou noir sur case noire e7 · Pion noir sur case blanche f7 · Pion noir sur case blanche h7 · Dame noire sur case noire b6 · Fou noir sur case blanche c6 · Pion noir sur case blanche e6 · Cavalier noir sur case noire f6 · Pion noir sur case blanche g6 · Cavalier noir sur case blanche d5 · Cavalier blanc sur case noire e5 · Fou blanc sur case noire g5 · Pion blanc sur case noire d4 · Pion blanc sur case noire a3 · Cavalier blanc sur case noire c3 · Dame blanche sur case blanche d3 · Fou blanc sur case blanche a2 · Pion blanc sur case noire b2 · Pion blanc sur case noire f2 · Pion blanc sur case blanche g2 · Pion blanc sur case noire h2 · Tour blanche sur case noire c1 · Tour blanche sur case blanche f1 · Roi blanc sur case noire g1 | Tour noire sur case blanche c8 · Tour noire sur case noire f8 · Roi noir sur case blanche g8 · Pion noir sur case noire a7 · Pion noir sur case blanche b7 · Fou noir sur case noire e7 · Pion noir sur case blanche f7 · Pion noir sur case blanche h7 · Dame noire sur case noire b6 · Fou noir sur case blanche c6 · Pion noir sur case blanche e6 · Cavalier noir sur case noire f6 · Pion noir sur case blanche g6 · Cavalier noir sur case blanche d5 · Cavalier blanc sur case noire e5 · Fou blanc sur case noire g5 · Pion blanc sur case noire d4 · Pion blanc sur case noire a3 · Cavalier blanc sur case noire c3 · Dame blanche sur case blanche d3 · Fou blanc sur case blanche a2 · Pion blanc sur case noire b2 · Pion blanc sur case noire f2 · Pion blanc sur case blanche g2 · Pion blanc sur case noire h2 · Tour blanche sur case noire c1 · Tour blanche sur case blanche f1 · Roi blanc sur case noire g1 | Tour noire sur case blanche c8 · Tour noire sur case noire f8 · Roi noir sur case blanche g8 · Pion noir sur case noire a7 · Pion noir sur case blanche b7 · Fou noir sur case noire e7 · Pion noir sur case blanche f7 · Pion noir sur case blanche h7 · Dame noire sur case noire b6 · Fou noir sur case blanche c6 · Pion noir sur case blanche e6 · Cavalier noir sur case noire f6 · Pion noir sur case blanche g6 · Cavalier noir sur case blanche d5 · Cavalier blanc sur case noire e5 · Fou blanc sur case noire g5 · Pion blanc sur case noire d4 · Pion blanc sur case noire a3 · Cavalier blanc sur case noire c3 · Dame blanche sur case blanche d3 · Fou blanc sur case blanche a2 · Pion blanc sur case noire b2 · Pion blanc sur case noire f2 · Pion blanc sur case blanche g2 · Pion blanc sur case noire h2 · Tour blanche sur case noire c1 · Tour blanche sur case blanche f1 · Roi blanc sur case noire g1 | Tour noire sur case blanche c8 · Tour noire sur case noire f8 · Roi noir sur case blanche g8 · Pion noir sur case noire a7 · Pion noir sur case blanche b7 · Fou noir sur case noire e7 · Pion noir sur case blanche f7 · Pion noir sur case blanche h7 · Dame noire sur case noire b6 · Fou noir sur case blanche c6 · Pion noir sur case blanche e6 · Cavalier noir sur case noire f6 · Pion noir sur case blanche g6 · Cavalier noir sur case blanche d5 · Cavalier blanc sur case noire e5 · Fou blanc sur case noire g5 · Pion blanc sur case noire d4 · Pion blanc sur case noire a3 · Cavalier blanc sur case noire c3 · Dame blanche sur case blanche d3 · Fou blanc sur case blanche a2 · Pion blanc sur case noire b2 · Pion blanc sur case noire f2 · Pion blanc sur case blanche g2 · Pion blanc sur case noire h2 · Tour blanche sur case noire c1 · Tour blanche sur case blanche f1 · Roi blanc sur case noire g1 | Tour noire sur case blanche c8 · Tour noire sur case noire f8 · Roi noir sur case blanche g8 · Pion noir sur case noire a7 · Pion noir sur case blanche b7 · Fou noir sur case noire e7 · Pion noir sur case blanche f7 · Pion noir sur case blanche h7 · Dame noire sur case noire b6 · Fou noir sur case blanche c6 · Pion noir sur case blanche e6 · Cavalier noir sur case noire f6 · Pion noir sur case blanche g6 · Cavalier noir sur case blanche d5 · Cavalier blanc sur case noire e5 · Fou blanc sur case noire g5 · Pion blanc sur case noire d4 · Pion blanc sur case noire a3 · Cavalier blanc sur case noire c3 · Dame blanche sur case blanche d3 · Fou blanc sur case blanche a2 · Pion blanc sur case noire b2 · Pion blanc sur case noire f2 · Pion blanc sur case blanche g2 · Pion blanc sur case noire h2 · Tour blanche sur case noire c1 · Tour blanche sur case blanche f1 · Roi blanc sur case noire g1 | Tour noire sur case blanche c8 · Tour noire sur case noire f8 · Roi noir sur case blanche g8 · Pion noir sur case noire a7 · Pion noir sur case blanche b7 · Fou noir sur case noire e7 · Pion noir sur case blanche f7 · Pion noir sur case blanche h7 · Dame noire sur case noire b6 · Fou noir sur case blanche c6 · Pion noir sur case blanche e6 · Cavalier noir sur case noire f6 · Pion noir sur case blanche g6 · Cavalier noir sur case blanche d5 · Cavalier blanc sur case noire e5 · Fou blanc sur case noire g5 · Pion blanc sur case noire d4 · Pion blanc sur case noire a3 · Cavalier blanc sur case noire c3 · Dame blanche sur case blanche d3 · Fou blanc sur case blanche a2 · Pion blanc sur case noire b2 · Pion blanc sur case noire f2 · Pion blanc sur case blanche g2 · Pion blanc sur case noire h2 · Tour blanche sur case noire c1 · Tour blanche sur case blanche f1 · Roi blanc sur case noire g1 | 7 |
| 6 | Tour noire sur case blanche c8 · Tour noire sur case noire f8 · Roi noir sur case blanche g8 · Pion noir sur case noire a7 · Pion noir sur case blanche b7 · Fou noir sur case noire e7 · Pion noir sur case blanche f7 · Pion noir sur case blanche h7 · Dame noire sur case noire b6 · Fou noir sur case blanche c6 · Pion noir sur case blanche e6 · Cavalier noir sur case noire f6 · Pion noir sur case blanche g6 · Cavalier noir sur case blanche d5 · Cavalier blanc sur case noire e5 · Fou blanc sur case noire g5 · Pion blanc sur case noire d4 · Pion blanc sur case noire a3 · Cavalier blanc sur case noire c3 · Dame blanche sur case blanche d3 · Fou blanc sur case blanche a2 · Pion blanc sur case noire b2 · Pion blanc sur case noire f2 · Pion blanc sur case blanche g2 · Pion blanc sur case noire h2 · Tour blanche sur case noire c1 · Tour blanche sur case blanche f1 · Roi blanc sur case noire g1 | Tour noire sur case blanche c8 · Tour noire sur case noire f8 · Roi noir sur case blanche g8 · Pion noir sur case noire a7 · Pion noir sur case blanche b7 · Fou noir sur case noire e7 · Pion noir sur case blanche f7 · Pion noir sur case blanche h7 · Dame noire sur case noire b6 · Fou noir sur case blanche c6 · Pion noir sur case blanche e6 · Cavalier noir sur case noire f6 · Pion noir sur case blanche g6 · Cavalier noir sur case blanche d5 · Cavalier blanc sur case noire e5 · Fou blanc sur case noire g5 · Pion blanc sur case noire d4 · Pion blanc sur case noire a3 · Cavalier blanc sur case noire c3 · Dame blanche sur case blanche d3 · Fou blanc sur case blanche a2 · Pion blanc sur case noire b2 · Pion blanc sur case noire f2 · Pion blanc sur case blanche g2 · Pion blanc sur case noire h2 · Tour blanche sur case noire c1 · Tour blanche sur case blanche f1 · Roi blanc sur case noire g1 | Tour noire sur case blanche c8 · Tour noire sur case noire f8 · Roi noir sur case blanche g8 · Pion noir sur case noire a7 · Pion noir sur case blanche b7 · Fou noir sur case noire e7 · Pion noir sur case blanche f7 · Pion noir sur case blanche h7 · Dame noire sur case noire b6 · Fou noir sur case blanche c6 · Pion noir sur case blanche e6 · Cavalier noir sur case noire f6 · Pion noir sur case blanche g6 · Cavalier noir sur case blanche d5 · Cavalier blanc sur case noire e5 · Fou blanc sur case noire g5 · Pion blanc sur case noire d4 · Pion blanc sur case noire a3 · Cavalier blanc sur case noire c3 · Dame blanche sur case blanche d3 · Fou blanc sur case blanche a2 · Pion blanc sur case noire b2 · Pion blanc sur case noire f2 · Pion blanc sur case blanche g2 · Pion blanc sur case noire h2 · Tour blanche sur case noire c1 · Tour blanche sur case blanche f1 · Roi blanc sur case noire g1 | Tour noire sur case blanche c8 · Tour noire sur case noire f8 · Roi noir sur case blanche g8 · Pion noir sur case noire a7 · Pion noir sur case blanche b7 · Fou noir sur case noire e7 · Pion noir sur case blanche f7 · Pion noir sur case blanche h7 · Dame noire sur case noire b6 · Fou noir sur case blanche c6 · Pion noir sur case blanche e6 · Cavalier noir sur case noire f6 · Pion noir sur case blanche g6 · Cavalier noir sur case blanche d5 · Cavalier blanc sur case noire e5 · Fou blanc sur case noire g5 · Pion blanc sur case noire d4 · Pion blanc sur case noire a3 · Cavalier blanc sur case noire c3 · Dame blanche sur case blanche d3 · Fou blanc sur case blanche a2 · Pion blanc sur case noire b2 · Pion blanc sur case noire f2 · Pion blanc sur case blanche g2 · Pion blanc sur case noire h2 · Tour blanche sur case noire c1 · Tour blanche sur case blanche f1 · Roi blanc sur case noire g1 | Tour noire sur case blanche c8 · Tour noire sur case noire f8 · Roi noir sur case blanche g8 · Pion noir sur case noire a7 · Pion noir sur case blanche b7 · Fou noir sur case noire e7 · Pion noir sur case blanche f7 · Pion noir sur case blanche h7 · Dame noire sur case noire b6 · Fou noir sur case blanche c6 · Pion noir sur case blanche e6 · Cavalier noir sur case noire f6 · Pion noir sur case blanche g6 · Cavalier noir sur case blanche d5 · Cavalier blanc sur case noire e5 · Fou blanc sur case noire g5 · Pion blanc sur case noire d4 · Pion blanc sur case noire a3 · Cavalier blanc sur case noire c3 · Dame blanche sur case blanche d3 · Fou blanc sur case blanche a2 · Pion blanc sur case noire b2 · Pion blanc sur case noire f2 · Pion blanc sur case blanche g2 · Pion blanc sur case noire h2 · Tour blanche sur case noire c1 · Tour blanche sur case blanche f1 · Roi blanc sur case noire g1 | Tour noire sur case blanche c8 · Tour noire sur case noire f8 · Roi noir sur case blanche g8 · Pion noir sur case noire a7 · Pion noir sur case blanche b7 · Fou noir sur case noire e7 · Pion noir sur case blanche f7 · Pion noir sur case blanche h7 · Dame noire sur case noire b6 · Fou noir sur case blanche c6 · Pion noir sur case blanche e6 · Cavalier noir sur case noire f6 · Pion noir sur case blanche g6 · Cavalier noir sur case blanche d5 · Cavalier blanc sur case noire e5 · Fou blanc sur case noire g5 · Pion blanc sur case noire d4 · Pion blanc sur case noire a3 · Cavalier blanc sur case noire c3 · Dame blanche sur case blanche d3 · Fou blanc sur case blanche a2 · Pion blanc sur case noire b2 · Pion blanc sur case noire f2 · Pion blanc sur case blanche g2 · Pion blanc sur case noire h2 · Tour blanche sur case noire c1 · Tour blanche sur case blanche f1 · Roi blanc sur case noire g1 | Tour noire sur case blanche c8 · Tour noire sur case noire f8 · Roi noir sur case blanche g8 · Pion noir sur case noire a7 · Pion noir sur case blanche b7 · Fou noir sur case noire e7 · Pion noir sur case blanche f7 · Pion noir sur case blanche h7 · Dame noire sur case noire b6 · Fou noir sur case blanche c6 · Pion noir sur case blanche e6 · Cavalier noir sur case noire f6 · Pion noir sur case blanche g6 · Cavalier noir sur case blanche d5 · Cavalier blanc sur case noire e5 · Fou blanc sur case noire g5 · Pion blanc sur case noire d4 · Pion blanc sur case noire a3 · Cavalier blanc sur case noire c3 · Dame blanche sur case blanche d3 · Fou blanc sur case blanche a2 · Pion blanc sur case noire b2 · Pion blanc sur case noire f2 · Pion blanc sur case blanche g2 · Pion blanc sur case noire h2 · Tour blanche sur case noire c1 · Tour blanche sur case blanche f1 · Roi blanc sur case noire g1 | Tour noire sur case blanche c8 · Tour noire sur case noire f8 · Roi noir sur case blanche g8 · Pion noir sur case noire a7 · Pion noir sur case blanche b7 · Fou noir sur case noire e7 · Pion noir sur case blanche f7 · Pion noir sur case blanche h7 · Dame noire sur case noire b6 · Fou noir sur case blanche c6 · Pion noir sur case blanche e6 · Cavalier noir sur case noire f6 · Pion noir sur case blanche g6 · Cavalier noir sur case blanche d5 · Cavalier blanc sur case noire e5 · Fou blanc sur case noire g5 · Pion blanc sur case noire d4 · Pion blanc sur case noire a3 · Cavalier blanc sur case noire c3 · Dame blanche sur case blanche d3 · Fou blanc sur case blanche a2 · Pion blanc sur case noire b2 · Pion blanc sur case noire f2 · Pion blanc sur case blanche g2 · Pion blanc sur case noire h2 · Tour blanche sur case noire c1 · Tour blanche sur case blanche f1 · Roi blanc sur case noire g1 | 6 |
| 5 | Tour noire sur case blanche c8 · Tour noire sur case noire f8 · Roi noir sur case blanche g8 · Pion noir sur case noire a7 · Pion noir sur case blanche b7 · Fou noir sur case noire e7 · Pion noir sur case blanche f7 · Pion noir sur case blanche h7 · Dame noire sur case noire b6 · Fou noir sur case blanche c6 · Pion noir sur case blanche e6 · Cavalier noir sur case noire f6 · Pion noir sur case blanche g6 · Cavalier noir sur case blanche d5 · Cavalier blanc sur case noire e5 · Fou blanc sur case noire g5 · Pion blanc sur case noire d4 · Pion blanc sur case noire a3 · Cavalier blanc sur case noire c3 · Dame blanche sur case blanche d3 · Fou blanc sur case blanche a2 · Pion blanc sur case noire b2 · Pion blanc sur case noire f2 · Pion blanc sur case blanche g2 · Pion blanc sur case noire h2 · Tour blanche sur case noire c1 · Tour blanche sur case blanche f1 · Roi blanc sur case noire g1 | Tour noire sur case blanche c8 · Tour noire sur case noire f8 · Roi noir sur case blanche g8 · Pion noir sur case noire a7 · Pion noir sur case blanche b7 · Fou noir sur case noire e7 · Pion noir sur case blanche f7 · Pion noir sur case blanche h7 · Dame noire sur case noire b6 · Fou noir sur case blanche c6 · Pion noir sur case blanche e6 · Cavalier noir sur case noire f6 · Pion noir sur case blanche g6 · Cavalier noir sur case blanche d5 · Cavalier blanc sur case noire e5 · Fou blanc sur case noire g5 · Pion blanc sur case noire d4 · Pion blanc sur case noire a3 · Cavalier blanc sur case noire c3 · Dame blanche sur case blanche d3 · Fou blanc sur case blanche a2 · Pion blanc sur case noire b2 · Pion blanc sur case noire f2 · Pion blanc sur case blanche g2 · Pion blanc sur case noire h2 · Tour blanche sur case noire c1 · Tour blanche sur case blanche f1 · Roi blanc sur case noire g1 | Tour noire sur case blanche c8 · Tour noire sur case noire f8 · Roi noir sur case blanche g8 · Pion noir sur case noire a7 · Pion noir sur case blanche b7 · Fou noir sur case noire e7 · Pion noir sur case blanche f7 · Pion noir sur case blanche h7 · Dame noire sur case noire b6 · Fou noir sur case blanche c6 · Pion noir sur case blanche e6 · Cavalier noir sur case noire f6 · Pion noir sur case blanche g6 · Cavalier noir sur case blanche d5 · Cavalier blanc sur case noire e5 · Fou blanc sur case noire g5 · Pion blanc sur case noire d4 · Pion blanc sur case noire a3 · Cavalier blanc sur case noire c3 · Dame blanche sur case blanche d3 · Fou blanc sur case blanche a2 · Pion blanc sur case noire b2 · Pion blanc sur case noire f2 · Pion blanc sur case blanche g2 · Pion blanc sur case noire h2 · Tour blanche sur case noire c1 · Tour blanche sur case blanche f1 · Roi blanc sur case noire g1 | Tour noire sur case blanche c8 · Tour noire sur case noire f8 · Roi noir sur case blanche g8 · Pion noir sur case noire a7 · Pion noir sur case blanche b7 · Fou noir sur case noire e7 · Pion noir sur case blanche f7 · Pion noir sur case blanche h7 · Dame noire sur case noire b6 · Fou noir sur case blanche c6 · Pion noir sur case blanche e6 · Cavalier noir sur case noire f6 · Pion noir sur case blanche g6 · Cavalier noir sur case blanche d5 · Cavalier blanc sur case noire e5 · Fou blanc sur case noire g5 · Pion blanc sur case noire d4 · Pion blanc sur case noire a3 · Cavalier blanc sur case noire c3 · Dame blanche sur case blanche d3 · Fou blanc sur case blanche a2 · Pion blanc sur case noire b2 · Pion blanc sur case noire f2 · Pion blanc sur case blanche g2 · Pion blanc sur case noire h2 · Tour blanche sur case noire c1 · Tour blanche sur case blanche f1 · Roi blanc sur case noire g1 | Tour noire sur case blanche c8 · Tour noire sur case noire f8 · Roi noir sur case blanche g8 · Pion noir sur case noire a7 · Pion noir sur case blanche b7 · Fou noir sur case noire e7 · Pion noir sur case blanche f7 · Pion noir sur case blanche h7 · Dame noire sur case noire b6 · Fou noir sur case blanche c6 · Pion noir sur case blanche e6 · Cavalier noir sur case noire f6 · Pion noir sur case blanche g6 · Cavalier noir sur case blanche d5 · Cavalier blanc sur case noire e5 · Fou blanc sur case noire g5 · Pion blanc sur case noire d4 · Pion blanc sur case noire a3 · Cavalier blanc sur case noire c3 · Dame blanche sur case blanche d3 · Fou blanc sur case blanche a2 · Pion blanc sur case noire b2 · Pion blanc sur case noire f2 · Pion blanc sur case blanche g2 · Pion blanc sur case noire h2 · Tour blanche sur case noire c1 · Tour blanche sur case blanche f1 · Roi blanc sur case noire g1 | Tour noire sur case blanche c8 · Tour noire sur case noire f8 · Roi noir sur case blanche g8 · Pion noir sur case noire a7 · Pion noir sur case blanche b7 · Fou noir sur case noire e7 · Pion noir sur case blanche f7 · Pion noir sur case blanche h7 · Dame noire sur case noire b6 · Fou noir sur case blanche c6 · Pion noir sur case blanche e6 · Cavalier noir sur case noire f6 · Pion noir sur case blanche g6 · Cavalier noir sur case blanche d5 · Cavalier blanc sur case noire e5 · Fou blanc sur case noire g5 · Pion blanc sur case noire d4 · Pion blanc sur case noire a3 · Cavalier blanc sur case noire c3 · Dame blanche sur case blanche d3 · Fou blanc sur case blanche a2 · Pion blanc sur case noire b2 · Pion blanc sur case noire f2 · Pion blanc sur case blanche g2 · Pion blanc sur case noire h2 · Tour blanche sur case noire c1 · Tour blanche sur case blanche f1 · Roi blanc sur case noire g1 | Tour noire sur case blanche c8 · Tour noire sur case noire f8 · Roi noir sur case blanche g8 · Pion noir sur case noire a7 · Pion noir sur case blanche b7 · Fou noir sur case noire e7 · Pion noir sur case blanche f7 · Pion noir sur case blanche h7 · Dame noire sur case noire b6 · Fou noir sur case blanche c6 · Pion noir sur case blanche e6 · Cavalier noir sur case noire f6 · Pion noir sur case blanche g6 · Cavalier noir sur case blanche d5 · Cavalier blanc sur case noire e5 · Fou blanc sur case noire g5 · Pion blanc sur case noire d4 · Pion blanc sur case noire a3 · Cavalier blanc sur case noire c3 · Dame blanche sur case blanche d3 · Fou blanc sur case blanche a2 · Pion blanc sur case noire b2 · Pion blanc sur case noire f2 · Pion blanc sur case blanche g2 · Pion blanc sur case noire h2 · Tour blanche sur case noire c1 · Tour blanche sur case blanche f1 · Roi blanc sur case noire g1 | Tour noire sur case blanche c8 · Tour noire sur case noire f8 · Roi noir sur case blanche g8 · Pion noir sur case noire a7 · Pion noir sur case blanche b7 · Fou noir sur case noire e7 · Pion noir sur case blanche f7 · Pion noir sur case blanche h7 · Dame noire sur case noire b6 · Fou noir sur case blanche c6 · Pion noir sur case blanche e6 · Cavalier noir sur case noire f6 · Pion noir sur case blanche g6 · Cavalier noir sur case blanche d5 · Cavalier blanc sur case noire e5 · Fou blanc sur case noire g5 · Pion blanc sur case noire d4 · Pion blanc sur case noire a3 · Cavalier blanc sur case noire c3 · Dame blanche sur case blanche d3 · Fou blanc sur case blanche a2 · Pion blanc sur case noire b2 · Pion blanc sur case noire f2 · Pion blanc sur case blanche g2 · Pion blanc sur case noire h2 · Tour blanche sur case noire c1 · Tour blanche sur case blanche f1 · Roi blanc sur case noire g1 | 5 |
| 4 | Tour noire sur case blanche c8 · Tour noire sur case noire f8 · Roi noir sur case blanche g8 · Pion noir sur case noire a7 · Pion noir sur case blanche b7 · Fou noir sur case noire e7 · Pion noir sur case blanche f7 · Pion noir sur case blanche h7 · Dame noire sur case noire b6 · Fou noir sur case blanche c6 · Pion noir sur case blanche e6 · Cavalier noir sur case noire f6 · Pion noir sur case blanche g6 · Cavalier noir sur case blanche d5 · Cavalier blanc sur case noire e5 · Fou blanc sur case noire g5 · Pion blanc sur case noire d4 · Pion blanc sur case noire a3 · Cavalier blanc sur case noire c3 · Dame blanche sur case blanche d3 · Fou blanc sur case blanche a2 · Pion blanc sur case noire b2 · Pion blanc sur case noire f2 · Pion blanc sur case blanche g2 · Pion blanc sur case noire h2 · Tour blanche sur case noire c1 · Tour blanche sur case blanche f1 · Roi blanc sur case noire g1 | Tour noire sur case blanche c8 · Tour noire sur case noire f8 · Roi noir sur case blanche g8 · Pion noir sur case noire a7 · Pion noir sur case blanche b7 · Fou noir sur case noire e7 · Pion noir sur case blanche f7 · Pion noir sur case blanche h7 · Dame noire sur case noire b6 · Fou noir sur case blanche c6 · Pion noir sur case blanche e6 · Cavalier noir sur case noire f6 · Pion noir sur case blanche g6 · Cavalier noir sur case blanche d5 · Cavalier blanc sur case noire e5 · Fou blanc sur case noire g5 · Pion blanc sur case noire d4 · Pion blanc sur case noire a3 · Cavalier blanc sur case noire c3 · Dame blanche sur case blanche d3 · Fou blanc sur case blanche a2 · Pion blanc sur case noire b2 · Pion blanc sur case noire f2 · Pion blanc sur case blanche g2 · Pion blanc sur case noire h2 · Tour blanche sur case noire c1 · Tour blanche sur case blanche f1 · Roi blanc sur case noire g1 | Tour noire sur case blanche c8 · Tour noire sur case noire f8 · Roi noir sur case blanche g8 · Pion noir sur case noire a7 · Pion noir sur case blanche b7 · Fou noir sur case noire e7 · Pion noir sur case blanche f7 · Pion noir sur case blanche h7 · Dame noire sur case noire b6 · Fou noir sur case blanche c6 · Pion noir sur case blanche e6 · Cavalier noir sur case noire f6 · Pion noir sur case blanche g6 · Cavalier noir sur case blanche d5 · Cavalier blanc sur case noire e5 · Fou blanc sur case noire g5 · Pion blanc sur case noire d4 · Pion blanc sur case noire a3 · Cavalier blanc sur case noire c3 · Dame blanche sur case blanche d3 · Fou blanc sur case blanche a2 · Pion blanc sur case noire b2 · Pion blanc sur case noire f2 · Pion blanc sur case blanche g2 · Pion blanc sur case noire h2 · Tour blanche sur case noire c1 · Tour blanche sur case blanche f1 · Roi blanc sur case noire g1 | Tour noire sur case blanche c8 · Tour noire sur case noire f8 · Roi noir sur case blanche g8 · Pion noir sur case noire a7 · Pion noir sur case blanche b7 · Fou noir sur case noire e7 · Pion noir sur case blanche f7 · Pion noir sur case blanche h7 · Dame noire sur case noire b6 · Fou noir sur case blanche c6 · Pion noir sur case blanche e6 · Cavalier noir sur case noire f6 · Pion noir sur case blanche g6 · Cavalier noir sur case blanche d5 · Cavalier blanc sur case noire e5 · Fou blanc sur case noire g5 · Pion blanc sur case noire d4 · Pion blanc sur case noire a3 · Cavalier blanc sur case noire c3 · Dame blanche sur case blanche d3 · Fou blanc sur case blanche a2 · Pion blanc sur case noire b2 · Pion blanc sur case noire f2 · Pion blanc sur case blanche g2 · Pion blanc sur case noire h2 · Tour blanche sur case noire c1 · Tour blanche sur case blanche f1 · Roi blanc sur case noire g1 | Tour noire sur case blanche c8 · Tour noire sur case noire f8 · Roi noir sur case blanche g8 · Pion noir sur case noire a7 · Pion noir sur case blanche b7 · Fou noir sur case noire e7 · Pion noir sur case blanche f7 · Pion noir sur case blanche h7 · Dame noire sur case noire b6 · Fou noir sur case blanche c6 · Pion noir sur case blanche e6 · Cavalier noir sur case noire f6 · Pion noir sur case blanche g6 · Cavalier noir sur case blanche d5 · Cavalier blanc sur case noire e5 · Fou blanc sur case noire g5 · Pion blanc sur case noire d4 · Pion blanc sur case noire a3 · Cavalier blanc sur case noire c3 · Dame blanche sur case blanche d3 · Fou blanc sur case blanche a2 · Pion blanc sur case noire b2 · Pion blanc sur case noire f2 · Pion blanc sur case blanche g2 · Pion blanc sur case noire h2 · Tour blanche sur case noire c1 · Tour blanche sur case blanche f1 · Roi blanc sur case noire g1 | Tour noire sur case blanche c8 · Tour noire sur case noire f8 · Roi noir sur case blanche g8 · Pion noir sur case noire a7 · Pion noir sur case blanche b7 · Fou noir sur case noire e7 · Pion noir sur case blanche f7 · Pion noir sur case blanche h7 · Dame noire sur case noire b6 · Fou noir sur case blanche c6 · Pion noir sur case blanche e6 · Cavalier noir sur case noire f6 · Pion noir sur case blanche g6 · Cavalier noir sur case blanche d5 · Cavalier blanc sur case noire e5 · Fou blanc sur case noire g5 · Pion blanc sur case noire d4 · Pion blanc sur case noire a3 · Cavalier blanc sur case noire c3 · Dame blanche sur case blanche d3 · Fou blanc sur case blanche a2 · Pion blanc sur case noire b2 · Pion blanc sur case noire f2 · Pion blanc sur case blanche g2 · Pion blanc sur case noire h2 · Tour blanche sur case noire c1 · Tour blanche sur case blanche f1 · Roi blanc sur case noire g1 | Tour noire sur case blanche c8 · Tour noire sur case noire f8 · Roi noir sur case blanche g8 · Pion noir sur case noire a7 · Pion noir sur case blanche b7 · Fou noir sur case noire e7 · Pion noir sur case blanche f7 · Pion noir sur case blanche h7 · Dame noire sur case noire b6 · Fou noir sur case blanche c6 · Pion noir sur case blanche e6 · Cavalier noir sur case noire f6 · Pion noir sur case blanche g6 · Cavalier noir sur case blanche d5 · Cavalier blanc sur case noire e5 · Fou blanc sur case noire g5 · Pion blanc sur case noire d4 · Pion blanc sur case noire a3 · Cavalier blanc sur case noire c3 · Dame blanche sur case blanche d3 · Fou blanc sur case blanche a2 · Pion blanc sur case noire b2 · Pion blanc sur case noire f2 · Pion blanc sur case blanche g2 · Pion blanc sur case noire h2 · Tour blanche sur case noire c1 · Tour blanche sur case blanche f1 · Roi blanc sur case noire g1 | Tour noire sur case blanche c8 · Tour noire sur case noire f8 · Roi noir sur case blanche g8 · Pion noir sur case noire a7 · Pion noir sur case blanche b7 · Fou noir sur case noire e7 · Pion noir sur case blanche f7 · Pion noir sur case blanche h7 · Dame noire sur case noire b6 · Fou noir sur case blanche c6 · Pion noir sur case blanche e6 · Cavalier noir sur case noire f6 · Pion noir sur case blanche g6 · Cavalier noir sur case blanche d5 · Cavalier blanc sur case noire e5 · Fou blanc sur case noire g5 · Pion blanc sur case noire d4 · Pion blanc sur case noire a3 · Cavalier blanc sur case noire c3 · Dame blanche sur case blanche d3 · Fou blanc sur case blanche a2 · Pion blanc sur case noire b2 · Pion blanc sur case noire f2 · Pion blanc sur case blanche g2 · Pion blanc sur case noire h2 · Tour blanche sur case noire c1 · Tour blanche sur case blanche f1 · Roi blanc sur case noire g1 | 4 |
| 3 | Tour noire sur case blanche c8 · Tour noire sur case noire f8 · Roi noir sur case blanche g8 · Pion noir sur case noire a7 · Pion noir sur case blanche b7 · Fou noir sur case noire e7 · Pion noir sur case blanche f7 · Pion noir sur case blanche h7 · Dame noire sur case noire b6 · Fou noir sur case blanche c6 · Pion noir sur case blanche e6 · Cavalier noir sur case noire f6 · Pion noir sur case blanche g6 · Cavalier noir sur case blanche d5 · Cavalier blanc sur case noire e5 · Fou blanc sur case noire g5 · Pion blanc sur case noire d4 · Pion blanc sur case noire a3 · Cavalier blanc sur case noire c3 · Dame blanche sur case blanche d3 · Fou blanc sur case blanche a2 · Pion blanc sur case noire b2 · Pion blanc sur case noire f2 · Pion blanc sur case blanche g2 · Pion blanc sur case noire h2 · Tour blanche sur case noire c1 · Tour blanche sur case blanche f1 · Roi blanc sur case noire g1 | Tour noire sur case blanche c8 · Tour noire sur case noire f8 · Roi noir sur case blanche g8 · Pion noir sur case noire a7 · Pion noir sur case blanche b7 · Fou noir sur case noire e7 · Pion noir sur case blanche f7 · Pion noir sur case blanche h7 · Dame noire sur case noire b6 · Fou noir sur case blanche c6 · Pion noir sur case blanche e6 · Cavalier noir sur case noire f6 · Pion noir sur case blanche g6 · Cavalier noir sur case blanche d5 · Cavalier blanc sur case noire e5 · Fou blanc sur case noire g5 · Pion blanc sur case noire d4 · Pion blanc sur case noire a3 · Cavalier blanc sur case noire c3 · Dame blanche sur case blanche d3 · Fou blanc sur case blanche a2 · Pion blanc sur case noire b2 · Pion blanc sur case noire f2 · Pion blanc sur case blanche g2 · Pion blanc sur case noire h2 · Tour blanche sur case noire c1 · Tour blanche sur case blanche f1 · Roi blanc sur case noire g1 | Tour noire sur case blanche c8 · Tour noire sur case noire f8 · Roi noir sur case blanche g8 · Pion noir sur case noire a7 · Pion noir sur case blanche b7 · Fou noir sur case noire e7 · Pion noir sur case blanche f7 · Pion noir sur case blanche h7 · Dame noire sur case noire b6 · Fou noir sur case blanche c6 · Pion noir sur case blanche e6 · Cavalier noir sur case noire f6 · Pion noir sur case blanche g6 · Cavalier noir sur case blanche d5 · Cavalier blanc sur case noire e5 · Fou blanc sur case noire g5 · Pion blanc sur case noire d4 · Pion blanc sur case noire a3 · Cavalier blanc sur case noire c3 · Dame blanche sur case blanche d3 · Fou blanc sur case blanche a2 · Pion blanc sur case noire b2 · Pion blanc sur case noire f2 · Pion blanc sur case blanche g2 · Pion blanc sur case noire h2 · Tour blanche sur case noire c1 · Tour blanche sur case blanche f1 · Roi blanc sur case noire g1 | Tour noire sur case blanche c8 · Tour noire sur case noire f8 · Roi noir sur case blanche g8 · Pion noir sur case noire a7 · Pion noir sur case blanche b7 · Fou noir sur case noire e7 · Pion noir sur case blanche f7 · Pion noir sur case blanche h7 · Dame noire sur case noire b6 · Fou noir sur case blanche c6 · Pion noir sur case blanche e6 · Cavalier noir sur case noire f6 · Pion noir sur case blanche g6 · Cavalier noir sur case blanche d5 · Cavalier blanc sur case noire e5 · Fou blanc sur case noire g5 · Pion blanc sur case noire d4 · Pion blanc sur case noire a3 · Cavalier blanc sur case noire c3 · Dame blanche sur case blanche d3 · Fou blanc sur case blanche a2 · Pion blanc sur case noire b2 · Pion blanc sur case noire f2 · Pion blanc sur case blanche g2 · Pion blanc sur case noire h2 · Tour blanche sur case noire c1 · Tour blanche sur case blanche f1 · Roi blanc sur case noire g1 | Tour noire sur case blanche c8 · Tour noire sur case noire f8 · Roi noir sur case blanche g8 · Pion noir sur case noire a7 · Pion noir sur case blanche b7 · Fou noir sur case noire e7 · Pion noir sur case blanche f7 · Pion noir sur case blanche h7 · Dame noire sur case noire b6 · Fou noir sur case blanche c6 · Pion noir sur case blanche e6 · Cavalier noir sur case noire f6 · Pion noir sur case blanche g6 · Cavalier noir sur case blanche d5 · Cavalier blanc sur case noire e5 · Fou blanc sur case noire g5 · Pion blanc sur case noire d4 · Pion blanc sur case noire a3 · Cavalier blanc sur case noire c3 · Dame blanche sur case blanche d3 · Fou blanc sur case blanche a2 · Pion blanc sur case noire b2 · Pion blanc sur case noire f2 · Pion blanc sur case blanche g2 · Pion blanc sur case noire h2 · Tour blanche sur case noire c1 · Tour blanche sur case blanche f1 · Roi blanc sur case noire g1 | Tour noire sur case blanche c8 · Tour noire sur case noire f8 · Roi noir sur case blanche g8 · Pion noir sur case noire a7 · Pion noir sur case blanche b7 · Fou noir sur case noire e7 · Pion noir sur case blanche f7 · Pion noir sur case blanche h7 · Dame noire sur case noire b6 · Fou noir sur case blanche c6 · Pion noir sur case blanche e6 · Cavalier noir sur case noire f6 · Pion noir sur case blanche g6 · Cavalier noir sur case blanche d5 · Cavalier blanc sur case noire e5 · Fou blanc sur case noire g5 · Pion blanc sur case noire d4 · Pion blanc sur case noire a3 · Cavalier blanc sur case noire c3 · Dame blanche sur case blanche d3 · Fou blanc sur case blanche a2 · Pion blanc sur case noire b2 · Pion blanc sur case noire f2 · Pion blanc sur case blanche g2 · Pion blanc sur case noire h2 · Tour blanche sur case noire c1 · Tour blanche sur case blanche f1 · Roi blanc sur case noire g1 | Tour noire sur case blanche c8 · Tour noire sur case noire f8 · Roi noir sur case blanche g8 · Pion noir sur case noire a7 · Pion noir sur case blanche b7 · Fou noir sur case noire e7 · Pion noir sur case blanche f7 · Pion noir sur case blanche h7 · Dame noire sur case noire b6 · Fou noir sur case blanche c6 · Pion noir sur case blanche e6 · Cavalier noir sur case noire f6 · Pion noir sur case blanche g6 · Cavalier noir sur case blanche d5 · Cavalier blanc sur case noire e5 · Fou blanc sur case noire g5 · Pion blanc sur case noire d4 · Pion blanc sur case noire a3 · Cavalier blanc sur case noire c3 · Dame blanche sur case blanche d3 · Fou blanc sur case blanche a2 · Pion blanc sur case noire b2 · Pion blanc sur case noire f2 · Pion blanc sur case blanche g2 · Pion blanc sur case noire h2 · Tour blanche sur case noire c1 · Tour blanche sur case blanche f1 · Roi blanc sur case noire g1 | Tour noire sur case blanche c8 · Tour noire sur case noire f8 · Roi noir sur case blanche g8 · Pion noir sur case noire a7 · Pion noir sur case blanche b7 · Fou noir sur case noire e7 · Pion noir sur case blanche f7 · Pion noir sur case blanche h7 · Dame noire sur case noire b6 · Fou noir sur case blanche c6 · Pion noir sur case blanche e6 · Cavalier noir sur case noire f6 · Pion noir sur case blanche g6 · Cavalier noir sur case blanche d5 · Cavalier blanc sur case noire e5 · Fou blanc sur case noire g5 · Pion blanc sur case noire d4 · Pion blanc sur case noire a3 · Cavalier blanc sur case noire c3 · Dame blanche sur case blanche d3 · Fou blanc sur case blanche a2 · Pion blanc sur case noire b2 · Pion blanc sur case noire f2 · Pion blanc sur case blanche g2 · Pion blanc sur case noire h2 · Tour blanche sur case noire c1 · Tour blanche sur case blanche f1 · Roi blanc sur case noire g1 | 3 |
| 2 | Tour noire sur case blanche c8 · Tour noire sur case noire f8 · Roi noir sur case blanche g8 · Pion noir sur case noire a7 · Pion noir sur case blanche b7 · Fou noir sur case noire e7 · Pion noir sur case blanche f7 · Pion noir sur case blanche h7 · Dame noire sur case noire b6 · Fou noir sur case blanche c6 · Pion noir sur case blanche e6 · Cavalier noir sur case noire f6 · Pion noir sur case blanche g6 · Cavalier noir sur case blanche d5 · Cavalier blanc sur case noire e5 · Fou blanc sur case noire g5 · Pion blanc sur case noire d4 · Pion blanc sur case noire a3 · Cavalier blanc sur case noire c3 · Dame blanche sur case blanche d3 · Fou blanc sur case blanche a2 · Pion blanc sur case noire b2 · Pion blanc sur case noire f2 · Pion blanc sur case blanche g2 · Pion blanc sur case noire h2 · Tour blanche sur case noire c1 · Tour blanche sur case blanche f1 · Roi blanc sur case noire g1 | Tour noire sur case blanche c8 · Tour noire sur case noire f8 · Roi noir sur case blanche g8 · Pion noir sur case noire a7 · Pion noir sur case blanche b7 · Fou noir sur case noire e7 · Pion noir sur case blanche f7 · Pion noir sur case blanche h7 · Dame noire sur case noire b6 · Fou noir sur case blanche c6 · Pion noir sur case blanche e6 · Cavalier noir sur case noire f6 · Pion noir sur case blanche g6 · Cavalier noir sur case blanche d5 · Cavalier blanc sur case noire e5 · Fou blanc sur case noire g5 · Pion blanc sur case noire d4 · Pion blanc sur case noire a3 · Cavalier blanc sur case noire c3 · Dame blanche sur case blanche d3 · Fou blanc sur case blanche a2 · Pion blanc sur case noire b2 · Pion blanc sur case noire f2 · Pion blanc sur case blanche g2 · Pion blanc sur case noire h2 · Tour blanche sur case noire c1 · Tour blanche sur case blanche f1 · Roi blanc sur case noire g1 | Tour noire sur case blanche c8 · Tour noire sur case noire f8 · Roi noir sur case blanche g8 · Pion noir sur case noire a7 · Pion noir sur case blanche b7 · Fou noir sur case noire e7 · Pion noir sur case blanche f7 · Pion noir sur case blanche h7 · Dame noire sur case noire b6 · Fou noir sur case blanche c6 · Pion noir sur case blanche e6 · Cavalier noir sur case noire f6 · Pion noir sur case blanche g6 · Cavalier noir sur case blanche d5 · Cavalier blanc sur case noire e5 · Fou blanc sur case noire g5 · Pion blanc sur case noire d4 · Pion blanc sur case noire a3 · Cavalier blanc sur case noire c3 · Dame blanche sur case blanche d3 · Fou blanc sur case blanche a2 · Pion blanc sur case noire b2 · Pion blanc sur case noire f2 · Pion blanc sur case blanche g2 · Pion blanc sur case noire h2 · Tour blanche sur case noire c1 · Tour blanche sur case blanche f1 · Roi blanc sur case noire g1 | Tour noire sur case blanche c8 · Tour noire sur case noire f8 · Roi noir sur case blanche g8 · Pion noir sur case noire a7 · Pion noir sur case blanche b7 · Fou noir sur case noire e7 · Pion noir sur case blanche f7 · Pion noir sur case blanche h7 · Dame noire sur case noire b6 · Fou noir sur case blanche c6 · Pion noir sur case blanche e6 · Cavalier noir sur case noire f6 · Pion noir sur case blanche g6 · Cavalier noir sur case blanche d5 · Cavalier blanc sur case noire e5 · Fou blanc sur case noire g5 · Pion blanc sur case noire d4 · Pion blanc sur case noire a3 · Cavalier blanc sur case noire c3 · Dame blanche sur case blanche d3 · Fou blanc sur case blanche a2 · Pion blanc sur case noire b2 · Pion blanc sur case noire f2 · Pion blanc sur case blanche g2 · Pion blanc sur case noire h2 · Tour blanche sur case noire c1 · Tour blanche sur case blanche f1 · Roi blanc sur case noire g1 | Tour noire sur case blanche c8 · Tour noire sur case noire f8 · Roi noir sur case blanche g8 · Pion noir sur case noire a7 · Pion noir sur case blanche b7 · Fou noir sur case noire e7 · Pion noir sur case blanche f7 · Pion noir sur case blanche h7 · Dame noire sur case noire b6 · Fou noir sur case blanche c6 · Pion noir sur case blanche e6 · Cavalier noir sur case noire f6 · Pion noir sur case blanche g6 · Cavalier noir sur case blanche d5 · Cavalier blanc sur case noire e5 · Fou blanc sur case noire g5 · Pion blanc sur case noire d4 · Pion blanc sur case noire a3 · Cavalier blanc sur case noire c3 · Dame blanche sur case blanche d3 · Fou blanc sur case blanche a2 · Pion blanc sur case noire b2 · Pion blanc sur case noire f2 · Pion blanc sur case blanche g2 · Pion blanc sur case noire h2 · Tour blanche sur case noire c1 · Tour blanche sur case blanche f1 · Roi blanc sur case noire g1 | Tour noire sur case blanche c8 · Tour noire sur case noire f8 · Roi noir sur case blanche g8 · Pion noir sur case noire a7 · Pion noir sur case blanche b7 · Fou noir sur case noire e7 · Pion noir sur case blanche f7 · Pion noir sur case blanche h7 · Dame noire sur case noire b6 · Fou noir sur case blanche c6 · Pion noir sur case blanche e6 · Cavalier noir sur case noire f6 · Pion noir sur case blanche g6 · Cavalier noir sur case blanche d5 · Cavalier blanc sur case noire e5 · Fou blanc sur case noire g5 · Pion blanc sur case noire d4 · Pion blanc sur case noire a3 · Cavalier blanc sur case noire c3 · Dame blanche sur case blanche d3 · Fou blanc sur case blanche a2 · Pion blanc sur case noire b2 · Pion blanc sur case noire f2 · Pion blanc sur case blanche g2 · Pion blanc sur case noire h2 · Tour blanche sur case noire c1 · Tour blanche sur case blanche f1 · Roi blanc sur case noire g1 | Tour noire sur case blanche c8 · Tour noire sur case noire f8 · Roi noir sur case blanche g8 · Pion noir sur case noire a7 · Pion noir sur case blanche b7 · Fou noir sur case noire e7 · Pion noir sur case blanche f7 · Pion noir sur case blanche h7 · Dame noire sur case noire b6 · Fou noir sur case blanche c6 · Pion noir sur case blanche e6 · Cavalier noir sur case noire f6 · Pion noir sur case blanche g6 · Cavalier noir sur case blanche d5 · Cavalier blanc sur case noire e5 · Fou blanc sur case noire g5 · Pion blanc sur case noire d4 · Pion blanc sur case noire a3 · Cavalier blanc sur case noire c3 · Dame blanche sur case blanche d3 · Fou blanc sur case blanche a2 · Pion blanc sur case noire b2 · Pion blanc sur case noire f2 · Pion blanc sur case blanche g2 · Pion blanc sur case noire h2 · Tour blanche sur case noire c1 · Tour blanche sur case blanche f1 · Roi blanc sur case noire g1 | Tour noire sur case blanche c8 · Tour noire sur case noire f8 · Roi noir sur case blanche g8 · Pion noir sur case noire a7 · Pion noir sur case blanche b7 · Fou noir sur case noire e7 · Pion noir sur case blanche f7 · Pion noir sur case blanche h7 · Dame noire sur case noire b6 · Fou noir sur case blanche c6 · Pion noir sur case blanche e6 · Cavalier noir sur case noire f6 · Pion noir sur case blanche g6 · Cavalier noir sur case blanche d5 · Cavalier blanc sur case noire e5 · Fou blanc sur case noire g5 · Pion blanc sur case noire d4 · Pion blanc sur case noire a3 · Cavalier blanc sur case noire c3 · Dame blanche sur case blanche d3 · Fou blanc sur case blanche a2 · Pion blanc sur case noire b2 · Pion blanc sur case noire f2 · Pion blanc sur case blanche g2 · Pion blanc sur case noire h2 · Tour blanche sur case noire c1 · Tour blanche sur case blanche f1 · Roi blanc sur case noire g1 | 2 |
| 1 | Tour noire sur case blanche c8 · Tour noire sur case noire f8 · Roi noir sur case blanche g8 · Pion noir sur case noire a7 · Pion noir sur case blanche b7 · Fou noir sur case noire e7 · Pion noir sur case blanche f7 · Pion noir sur case blanche h7 · Dame noire sur case noire b6 · Fou noir sur case blanche c6 · Pion noir sur case blanche e6 · Cavalier noir sur case noire f6 · Pion noir sur case blanche g6 · Cavalier noir sur case blanche d5 · Cavalier blanc sur case noire e5 · Fou blanc sur case noire g5 · Pion blanc sur case noire d4 · Pion blanc sur case noire a3 · Cavalier blanc sur case noire c3 · Dame blanche sur case blanche d3 · Fou blanc sur case blanche a2 · Pion blanc sur case noire b2 · Pion blanc sur case noire f2 · Pion blanc sur case blanche g2 · Pion blanc sur case noire h2 · Tour blanche sur case noire c1 · Tour blanche sur case blanche f1 · Roi blanc sur case noire g1 | Tour noire sur case blanche c8 · Tour noire sur case noire f8 · Roi noir sur case blanche g8 · Pion noir sur case noire a7 · Pion noir sur case blanche b7 · Fou noir sur case noire e7 · Pion noir sur case blanche f7 · Pion noir sur case blanche h7 · Dame noire sur case noire b6 · Fou noir sur case blanche c6 · Pion noir sur case blanche e6 · Cavalier noir sur case noire f6 · Pion noir sur case blanche g6 · Cavalier noir sur case blanche d5 · Cavalier blanc sur case noire e5 · Fou blanc sur case noire g5 · Pion blanc sur case noire d4 · Pion blanc sur case noire a3 · Cavalier blanc sur case noire c3 · Dame blanche sur case blanche d3 · Fou blanc sur case blanche a2 · Pion blanc sur case noire b2 · Pion blanc sur case noire f2 · Pion blanc sur case blanche g2 · Pion blanc sur case noire h2 · Tour blanche sur case noire c1 · Tour blanche sur case blanche f1 · Roi blanc sur case noire g1 | Tour noire sur case blanche c8 · Tour noire sur case noire f8 · Roi noir sur case blanche g8 · Pion noir sur case noire a7 · Pion noir sur case blanche b7 · Fou noir sur case noire e7 · Pion noir sur case blanche f7 · Pion noir sur case blanche h7 · Dame noire sur case noire b6 · Fou noir sur case blanche c6 · Pion noir sur case blanche e6 · Cavalier noir sur case noire f6 · Pion noir sur case blanche g6 · Cavalier noir sur case blanche d5 · Cavalier blanc sur case noire e5 · Fou blanc sur case noire g5 · Pion blanc sur case noire d4 · Pion blanc sur case noire a3 · Cavalier blanc sur case noire c3 · Dame blanche sur case blanche d3 · Fou blanc sur case blanche a2 · Pion blanc sur case noire b2 · Pion blanc sur case noire f2 · Pion blanc sur case blanche g2 · Pion blanc sur case noire h2 · Tour blanche sur case noire c1 · Tour blanche sur case blanche f1 · Roi blanc sur case noire g1 | Tour noire sur case blanche c8 · Tour noire sur case noire f8 · Roi noir sur case blanche g8 · Pion noir sur case noire a7 · Pion noir sur case blanche b7 · Fou noir sur case noire e7 · Pion noir sur case blanche f7 · Pion noir sur case blanche h7 · Dame noire sur case noire b6 · Fou noir sur case blanche c6 · Pion noir sur case blanche e6 · Cavalier noir sur case noire f6 · Pion noir sur case blanche g6 · Cavalier noir sur case blanche d5 · Cavalier blanc sur case noire e5 · Fou blanc sur case noire g5 · Pion blanc sur case noire d4 · Pion blanc sur case noire a3 · Cavalier blanc sur case noire c3 · Dame blanche sur case blanche d3 · Fou blanc sur case blanche a2 · Pion blanc sur case noire b2 · Pion blanc sur case noire f2 · Pion blanc sur case blanche g2 · Pion blanc sur case noire h2 · Tour blanche sur case noire c1 · Tour blanche sur case blanche f1 · Roi blanc sur case noire g1 | Tour noire sur case blanche c8 · Tour noire sur case noire f8 · Roi noir sur case blanche g8 · Pion noir sur case noire a7 · Pion noir sur case blanche b7 · Fou noir sur case noire e7 · Pion noir sur case blanche f7 · Pion noir sur case blanche h7 · Dame noire sur case noire b6 · Fou noir sur case blanche c6 · Pion noir sur case blanche e6 · Cavalier noir sur case noire f6 · Pion noir sur case blanche g6 · Cavalier noir sur case blanche d5 · Cavalier blanc sur case noire e5 · Fou blanc sur case noire g5 · Pion blanc sur case noire d4 · Pion blanc sur case noire a3 · Cavalier blanc sur case noire c3 · Dame blanche sur case blanche d3 · Fou blanc sur case blanche a2 · Pion blanc sur case noire b2 · Pion blanc sur case noire f2 · Pion blanc sur case blanche g2 · Pion blanc sur case noire h2 · Tour blanche sur case noire c1 · Tour blanche sur case blanche f1 · Roi blanc sur case noire g1 | Tour noire sur case blanche c8 · Tour noire sur case noire f8 · Roi noir sur case blanche g8 · Pion noir sur case noire a7 · Pion noir sur case blanche b7 · Fou noir sur case noire e7 · Pion noir sur case blanche f7 · Pion noir sur case blanche h7 · Dame noire sur case noire b6 · Fou noir sur case blanche c6 · Pion noir sur case blanche e6 · Cavalier noir sur case noire f6 · Pion noir sur case blanche g6 · Cavalier noir sur case blanche d5 · Cavalier blanc sur case noire e5 · Fou blanc sur case noire g5 · Pion blanc sur case noire d4 · Pion blanc sur case noire a3 · Cavalier blanc sur case noire c3 · Dame blanche sur case blanche d3 · Fou blanc sur case blanche a2 · Pion blanc sur case noire b2 · Pion blanc sur case noire f2 · Pion blanc sur case blanche g2 · Pion blanc sur case noire h2 · Tour blanche sur case noire c1 · Tour blanche sur case blanche f1 · Roi blanc sur case noire g1 | Tour noire sur case blanche c8 · Tour noire sur case noire f8 · Roi noir sur case blanche g8 · Pion noir sur case noire a7 · Pion noir sur case blanche b7 · Fou noir sur case noire e7 · Pion noir sur case blanche f7 · Pion noir sur case blanche h7 · Dame noire sur case noire b6 · Fou noir sur case blanche c6 · Pion noir sur case blanche e6 · Cavalier noir sur case noire f6 · Pion noir sur case blanche g6 · Cavalier noir sur case blanche d5 · Cavalier blanc sur case noire e5 · Fou blanc sur case noire g5 · Pion blanc sur case noire d4 · Pion blanc sur case noire a3 · Cavalier blanc sur case noire c3 · Dame blanche sur case blanche d3 · Fou blanc sur case blanche a2 · Pion blanc sur case noire b2 · Pion blanc sur case noire f2 · Pion blanc sur case blanche g2 · Pion blanc sur case noire h2 · Tour blanche sur case noire c1 · Tour blanche sur case blanche f1 · Roi blanc sur case noire g1 | Tour noire sur case blanche c8 · Tour noire sur case noire f8 · Roi noir sur case blanche g8 · Pion noir sur case noire a7 · Pion noir sur case blanche b7 · Fou noir sur case noire e7 · Pion noir sur case blanche f7 · Pion noir sur case blanche h7 · Dame noire sur case noire b6 · Fou noir sur case blanche c6 · Pion noir sur case blanche e6 · Cavalier noir sur case noire f6 · Pion noir sur case blanche g6 · Cavalier noir sur case blanche d5 · Cavalier blanc sur case noire e5 · Fou blanc sur case noire g5 · Pion blanc sur case noire d4 · Pion blanc sur case noire a3 · Cavalier blanc sur case noire c3 · Dame blanche sur case blanche d3 · Fou blanc sur case blanche a2 · Pion blanc sur case noire b2 · Pion blanc sur case noire f2 · Pion blanc sur case blanche g2 · Pion blanc sur case noire h2 · Tour blanche sur case noire c1 · Tour blanche sur case blanche f1 · Roi blanc sur case noire g1 | 1 |
|   | a | b | c | d | e | f | g | h |   |

La première position qu'il leur a soumise est celle du diagramme ci-contre. Elle est issue des phases qualificatives du Championnat des Pays-Bas de 1936 (partie A. D. de Groot - C. Scholtens). Ses premiers coups ont été :
1. d4 d5 2. c4 e6 3. Cc3 Cf6 4. Fg5 Fe7 5. e3 0-0 6. Cf3 dxc4 7. Fxc4 c5 8. Fd3 Cc6 9. 0-0 cxd4 10. exd4 Cb4 11. Fb1 Fd7 12. a3 Cbd5 13. Dd3 g6 14. Ce5 Tc8 15. Fa2 Fc6 16. Tac1 Db6?.
A.D. de Groot a demandé aux participants (à l'étude) d’expliquer oralement le processus de pensée visant à jouer les coups d'après. Frits van Seters rapporte : « Tous les Grands maîtres sauf un ont indiqué le meilleur coup 17. Fxd5, cependant que le choix de l'un d'eux demeure quand même avantageux : 17. Cxc6. En revanche, les cinq joueurs de première ont négligé la plus forte continuation. Trois d'entre eux ont proposé 17. Cxd5, tandis que les deux autres ont opté pour 17. Fb1 et 17. h4 ».
A. D. de Groot constate que les Grands maîtres ne calculent pas forcément plus de coups à l'avance que les joueurs moins forts, mais que les meilleurs prennent des décisions plus précises parce qu'ils reconnaissent plus de motifs et positions typiques. Il conclut que le niveau potentiel d'un joueur dépend du nombre de blocs d'informations (appelés plus tard « chunks » par Herbert Simon et William Chase) et de configurations familières qu'il est capable de mémoriser, et donc de sa mémoire. A. D. de Groot a aussi réalisé des tests où les sujets devaient observer une position pendant un court instant, puis la reconstituer de mémoire. Il a découvert que la précision obtenue diminuait proportionnellement au classement (échiquéen) des joueurs,.
A. D. de Groot a également contribué au développement de la psychométrie aux Pays-Bas : en 1968, il fut l'un des fondateurs du CITO (nl) (Central Institute for Test Development), qui fournissait le Test CITO.

## Partie d'exemple
A. D. de Groot - Albéric O'Kelly de Galway, Hoogovens Schaaktoernooi, Beverwijk 1946
1. e4 e5 2. Cf3 Cc6 3. Fb5 Cf6 4. 0-0 Fc5 5. Cxe5 Cxe5 6. d4 c6 7. dxe5 Cxe4 8. Fd3 d5 9. Df3 Dh4 10. g3 Cg5 11. Dd1 Ch3+ 12. Rg2 De7 13. f4 h5 14. Cc3 g5 15. f5 g4 16. De2 Fd7 17. Ca4 Fb6 18. b4 0-0-0 19. Cxb6+ axb6 20. a4 The8 21. a5 bxa5 22. Fb2 d4 23. Txa5 Dxb4 24. Ta8+ Rc7 25. Fa3 c5 26. Fxb4 Txa8 27. e6 Fc6+ 28. Fe4 cxb4 29. Fxc6 bxc6 30. De5+ 1-0.

## Publications
- (en) A. D. de Groot, Thought and choice in chess, La Haye, Mouton & Co., 1965, 2e éd., 466 p. (version originale : (nl) Het Denken van den Schaker, Amsterdam, North-Holland Publishing Co., 1946 ; réédition : Amsterdam University Press, 2008,  (ISBN 978-90-5356-998-6)).
- (nl) A. D. de Groot, Sint Nicolaas, patroon van liefde : Een psychologische studie over de Nicolaus-figuur en zijn verering in vroeger eeuwen en nu, 1949 (traduit en anglais en 1965 sous le titre Saint Nicholas, A psychoanalytic study of his history and myth)
- (en) A. D. de Groot, Methodology. Foundations of inference and research in the behavioral sciences, La Haye, Mouton & Co., 1969
- (en) A. D. de Groot et Fernand Gobet, Perception and memory in chess, Assen, Van Gorcum, 1996.